# Androsace
Androsace L., 1753 è un genere di piante della famiglia delle Primulaceae.

## Descrizione
Formano spesso piccoli cespugli di 7-10 centimetri, molto ramificati, le foglie sono piccole e ovali, in alcune specie coperte di peluria bianca. I fiori sono singoli o a mazzetti, con 5 petali, di colore bianco o rosa.

## Distribuzione e habitat
È un genere prevalentemente artico-alpino diffuso al disopra dei 1500 metri a partire dall'Himalaya (da dove ha avuto origine), e nelle montagne centrali dell'Asia, nel Caucaso, nelle montagne del centro-sud Europa (particolarmente nelle Alpi e nei Pirenei), fino all'America del Nord.

## Tassonomia
Il genere comprende oltre 170 specie:

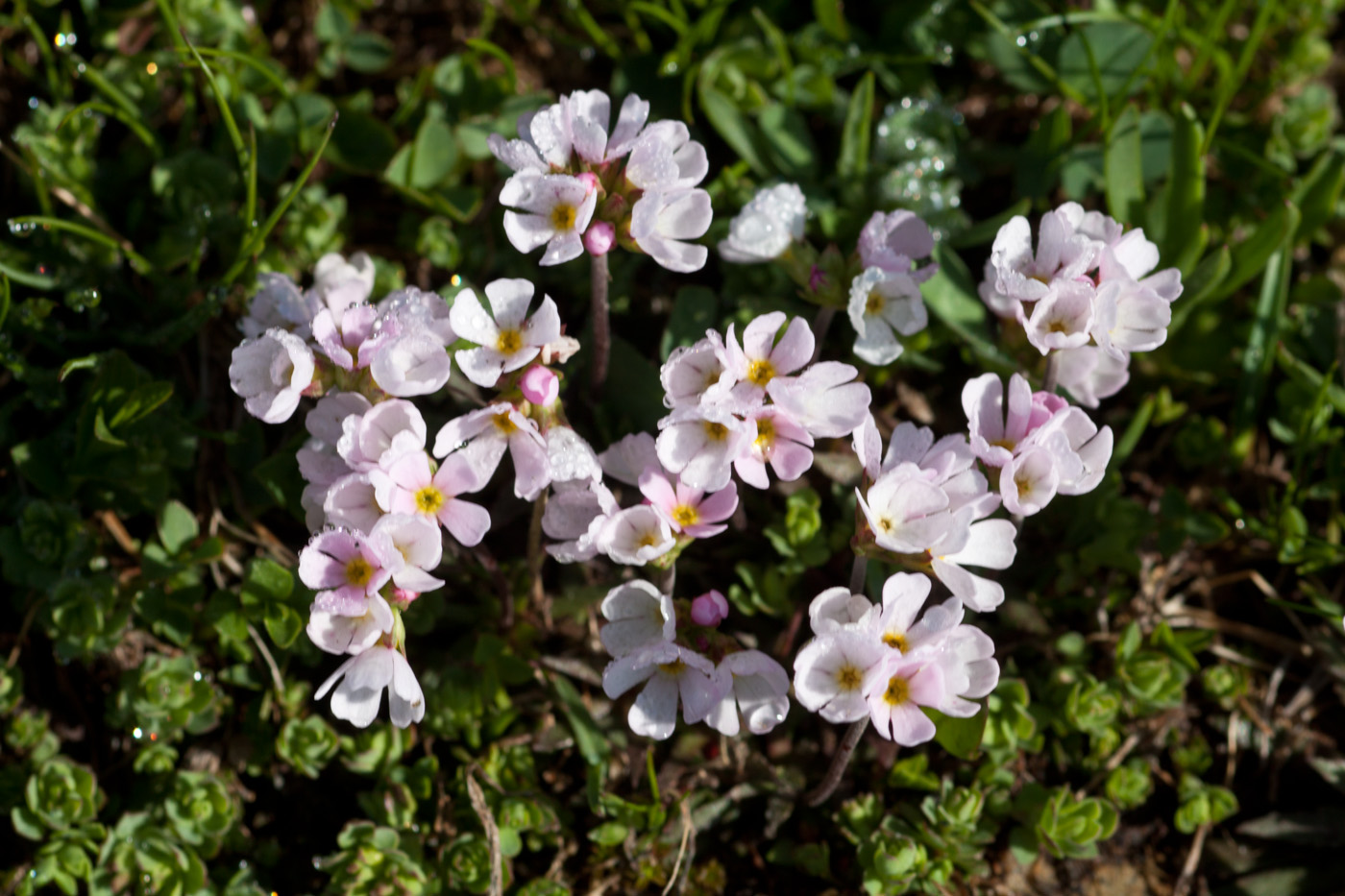
Androsace adfinis

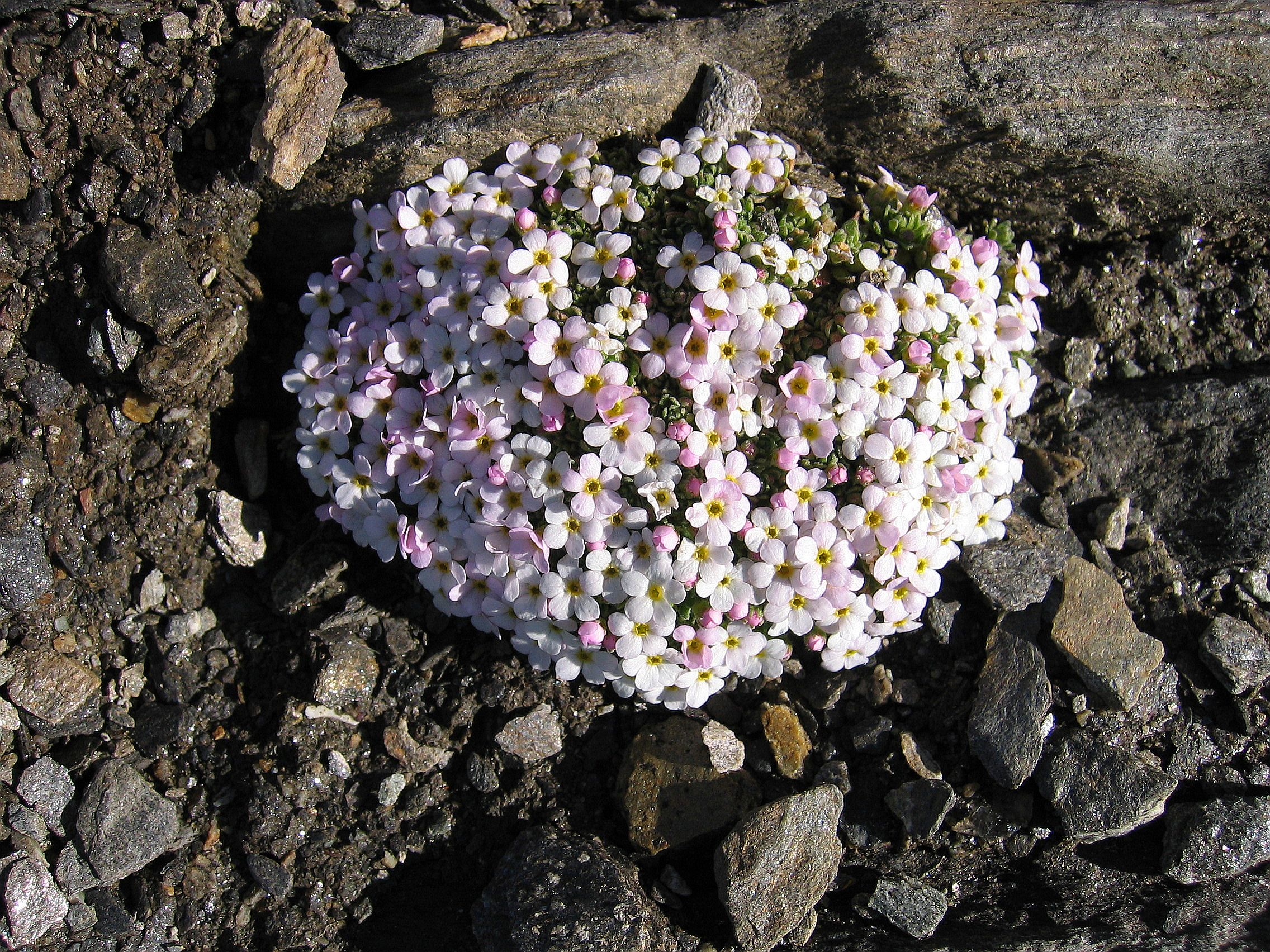
Androsace alpina

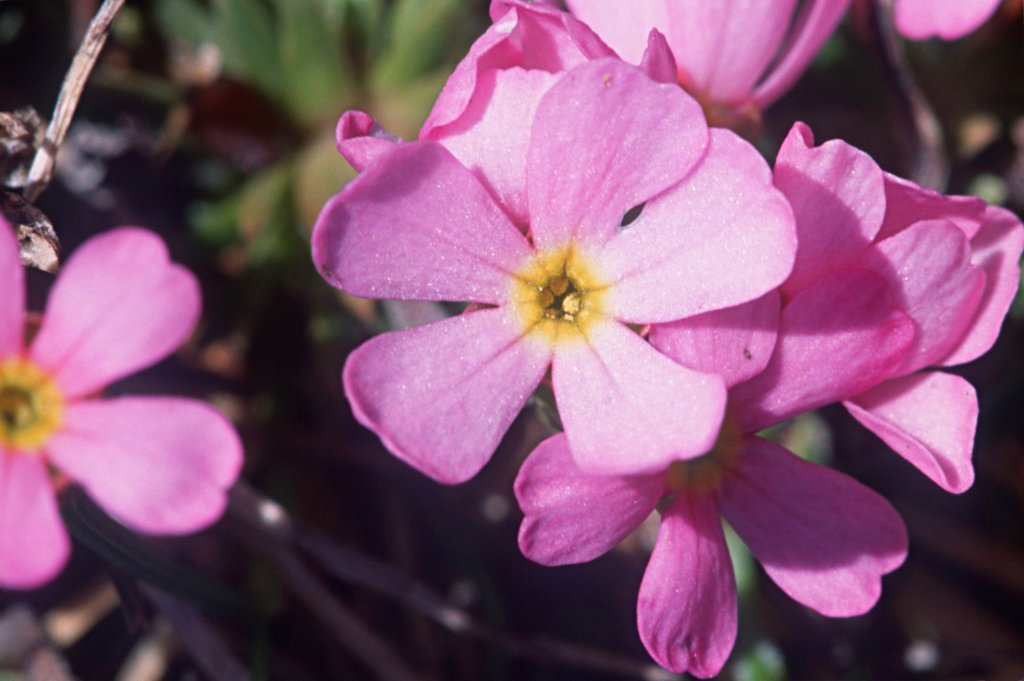
Androsace laggeri

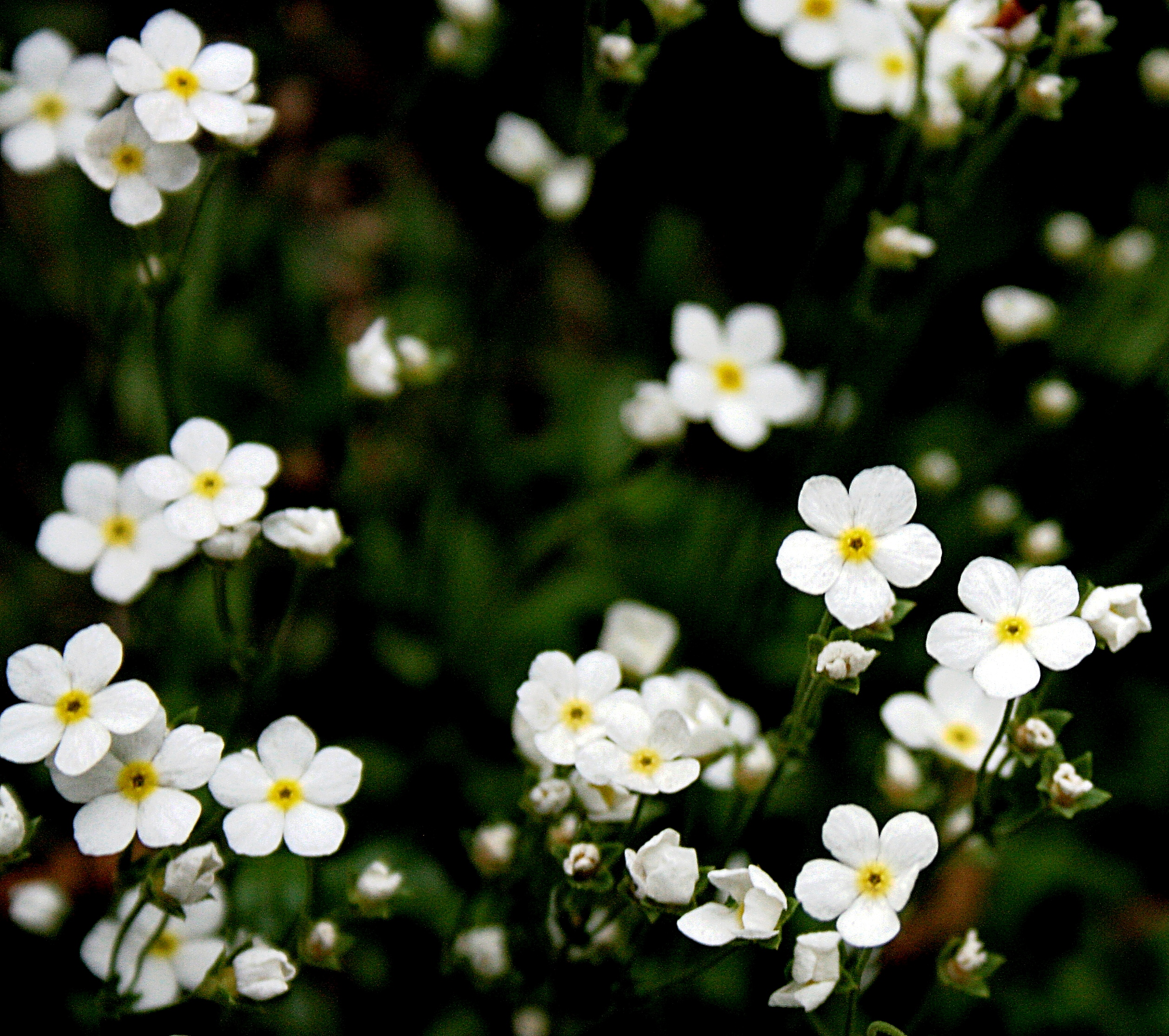
Androsace obtusifolia

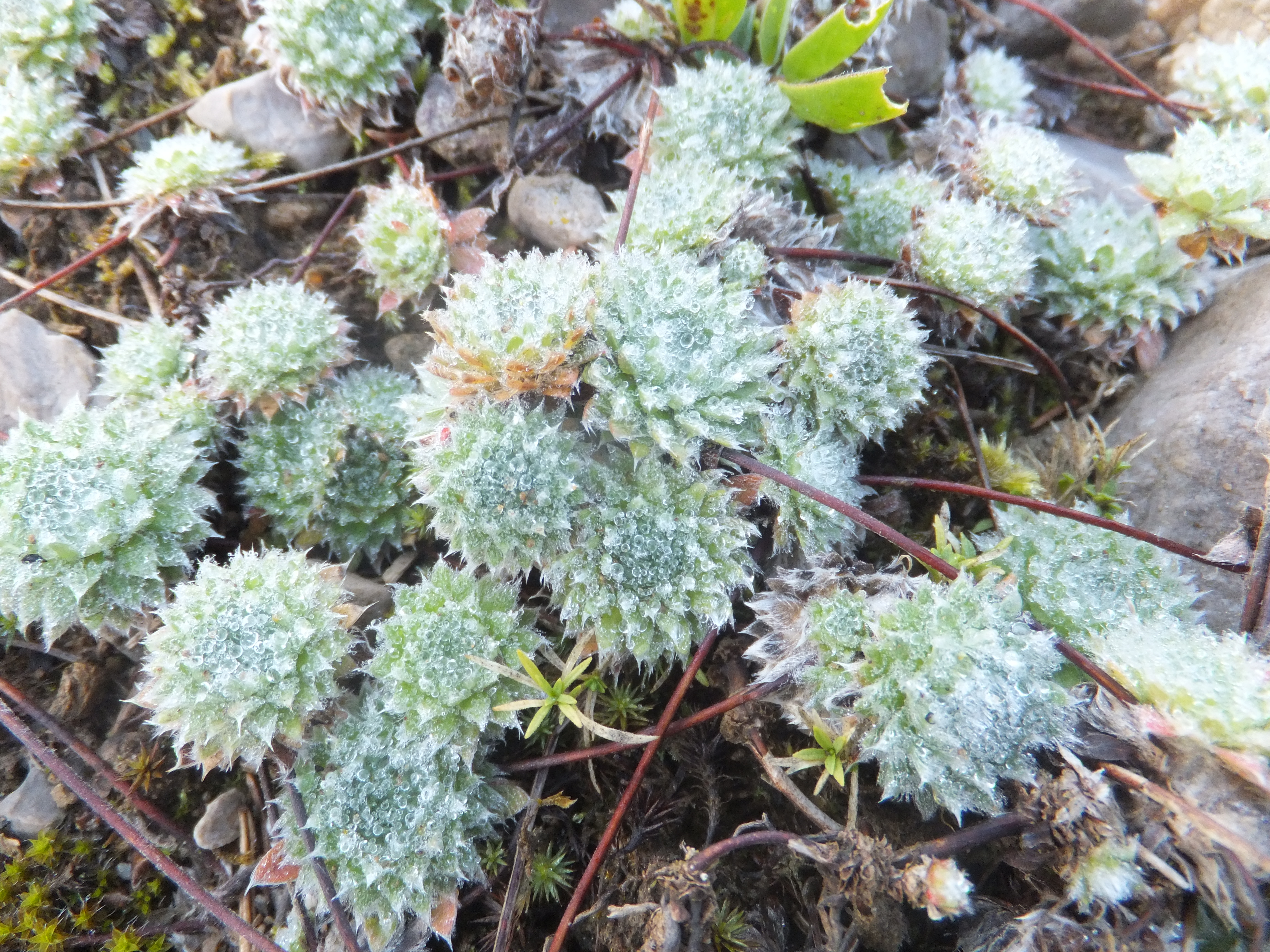
Androsace sarmentosa

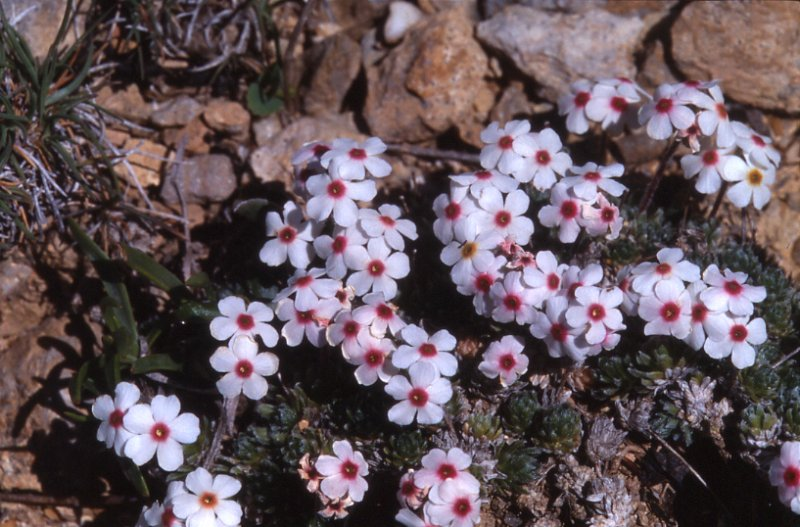
Androsace villosa

- Androsace adenocephala Hand.-Mazz.
- Androsace adfinis Biroli
- Androsace aflatunensis Ovcz.
- Androsace aizoon Duby
- Androsace akbaitalensis Derganc ex O.Fedtsch.
- Androsace alaica Ovcz. & S.B.Astan.
- Androsace alaschanica Maxim.
- Androsace alaskana Coville & Standl. ex Hultén
- Androsace albana Steven
- Androsace albimontana D.Jord. & Jacquemoud
- Androsace alchemilloides Franch.
- Androsace alpina (L.) Lam.
- Androsace americana Wendelbo
- Androsace apus Franch. ex R.Knuth
- Androsace × aretioides (Gaudin) Hegetschw.
- Androsace argentea (C.F.Gaertn.) Lapeyr.
- Androsace armeniaca Duby
- Androsace artvinensis Sefalı & Yapar
- Androsace axillaris (Franch.) Franch.
- Androsace azizsancarii Sefalı
- Androsace baltistanica Y.J.Nasir
- Androsace beringensis (S.Kelso, Jurtzev & D.F.Murray) Cubey
- Androsace bidentata K.Koch
- Androsace bisulca Bureau & Franch.
- Androsace brachystegia Hand.-Mazz.
- Androsace brevis (Hegetschw.) Ces.
- Androsace bryomorpha Lipsky
- Androsace bungeana Schischk. & Bobrov
- Androsace caduca Ovcz.
- Androsace caespitosa Lehm. ex Spreng.
- Androsace caucasica Sommier & Levier
- Androsace cernuiflora Y.C.Yang & R.F.Huang
- Androsace chaixii Gren.
- Androsace chamaejasme Wulfen
- Androsace chimingiana Y.Xu & G.Hao
- Androsace ciliata DC.
- Androsace ciliifolia Ludlow
- Androsace coccinea Franch.
- Androsace conservatorum (Björk) Giblin
- Androsace constancei Wendelbo
- Androsace coronata (G.Watt) Hand.-Mazz.
- Androsace cortusifolia Nakai
- Androsace croftii Watt
- Androsace cuscutiformis Franch.
- Androsace cuttingii C.E.C.Fisch.
- Androsace cylindrica DC.
- Androsace darvasica Ovcz.
- Androsace dasyphylla Bunge
- Androsace delavayi Franch.
- Androsace delphinensis Dentant, Lavergne, F.C.Boucher & S.Ibanez
- Androsace dielsiana R.Knuth
- Androsace dissecta (Franch.) Franch.
- Androsace duthieana R.Knuth
- Androsace elatior Pax & K.Hoffm.
- Androsace elongata L.
- Androsace engleri R.Knuth
- Androsace erecta Maxim.
- Androsace eritrichioides Gand.
- Androsace × escheri Brügger
- Androsace euryantha Hand.-Mazz.
- Androsace exscapa Maximova
- Androsace fedtschenkoi Ovcz.
- Androsace filiformis Retz.
- Androsace flavescens Maxim.
- Androsace foliosa Duby
- Androsace forrestiana Hand.-Mazz.
- Androsace gagnepainiana Hand.-Mazz.
- Androsace geraniifolia Watt
- Androsace globifera Duby
- Androsace globiferoides (R.Knuth) Hand.-Mazz.
- Androsace gmelinii (L.) Roem. & Schult.
- Androsace gorodkovii Ovcz. & Karav.
- Androsace graceae Forrest ex W.W.Sm.
- Androsace gracilis Hand.-Mazz.
- Androsace graminifolia C.E.C.Fisch.
- Androsace halleri L.
- Androsace handel-mazzettii Kress
- Androsace harrissii Duthie
- Androsace hausmannii Leyb.
- Androsace hazarica R.R.Stewart ex Y.J.Nasir
- Androsace hedreantha Griseb.
- Androsace × heeri W.D.J.Koch
- Androsace helvetica (L.) All.
- Androsace hemisphaerica Ludlow
- Androsace henryi Oliv.
- Androsace hohxilensis  R.F.Huang & S.K.Wu
- Androsace hookeriana Klatt
- Androsace × hybrida A.Kern.
- Androsace idahoensis (Douglass M.Hend.) Cubey
- Androsace incana Lam.
- Androsace integra (Maxim.) Hand.-Mazz.
- Androsace intermedia Ledeb.
- Androsace jacquemontii Duby
- Androsace khokhrjakovii Mazurenko
- Androsace khumbuensis Dentant
- Androsace komovensis Schönsw. & Schneew.
- Androsace kouytchensis Bonati
- Androsace kuczerovii Knjaz.
- Androsace kuvajevii Mazurenko
- Androsace lactea L.
- Androsace lactiflora Fisch. ex Willd.
- Androsace laevigata (A.Gray) Wendelbo
- Androsace laggeri A.Huet
- Androsace lanuginosa Wall.
- Androsace laxa C.M.Hu & Y.C.Yang
- Androsace lehmanniana Spreng.
- Androsace lehmannii Wall. ex Duby
- Androsace limprichtii Pax & K.Hoffm.
- Androsace longifolia Turcz.
- Androsace lowariensis Y.J.Nasir
- Androsace ludlowiana Hand.-Mazz.
- Androsace mairei H.Lév.
- Androsace mariae Kanitz
- Androsace × marpensis G.F.Sm.
- Androsace mathildae Levier
- Androsace maxima L.
- Androsace medifissa Y.L.Chen & Y.C.Yang
- Androsace minor (Hand.-Mazz.) C.M.Hu & Y.C.Yang
- Androsace mirabilis Franch.
- Androsace mollis Hand.-Mazz.
- Androsace montana (A.Gray) Wendelbo
- Androsace mucronifolia Watt
- Androsace multiscapa Duby
- Androsace muscoidea Duby
- Androsace nivalis (Lindl.) Wendelbo
- Androsace nortonii Ludlow
- Androsace obtusifolia All.
- Androsace occidentalis Pursh
- Androsace ochotensis Roem. & Schult.
- Androsace ojhorensis Y.J.Nasir
- Androsace ovalifolia Y.C.Yang
- Androsace ovczinnikovii Schischk. & Bobrov
- Androsace pavlovskii Ovcz.
- Androsace paxiana R.Knuth
- Androsace × pedemontana Rchb.
- Androsace phaeoblephara Hand.-Mazz.
- Androsace podlechii Wendelbo
- Androsace poissonii R.Knuth
- Androsace pomeiensis C.M.Hu & Y.C.Yang
- Androsace pubescens DC.
- Androsace pyrenaica Lam.
- Androsace rhizomatosa Hand.-Mazz.
- Androsace rigida Hand.-Mazz.
- Androsace rioxana A.Segura
- Androsace rockii W.E.Evans
- Androsace rotundifolia Hardw.
- Androsace runcinata Hand.-Mazz.
- Androsace russellii Y.J.Nasir
- Androsace sajanensis Stepanov
- Androsace salasii Kurtz
- Androsace sarmentosa Wall.
- Androsace saussurei Dentant, Lavergne, F.C.Boucher & S.Ibanez
- Androsace selago Hook.f. & Thomson ex Klatt
- Androsace sempervivoides Jacquem. ex Duby
- Androsace septentrionalis L.
- Androsace sericea Ovcz.
- Androsace similis Craib
- Androsace spinulifera (Franch.) R.Knuth
- Androsace squarrosula Maxim.
- Androsace staintonii Y.J.Nasir
- Androsace stenophylla (Petitm.) Hand.-Mazz.
- Androsace strigillosa Franch.
- Androsace sublanata Hand.-Mazz.
- Androsace tanggulashanensis Y.C.Yang & R.F.Huang
- Androsace tapete Maxim.
- Androsace tibetica R.Knuth
- Androsace tribracteata R.F.Huang
- Androsace triflora Adams
- Androsace umbellata (Lour.) Merr.
- Androsace vegae R.Knuth
- Androsace vesulensis Dentant, Lavergne, F.C.Boucher & S.Ibanez
- Androsace villosa L.
- Androsace vitaliana (L.) Lapeyr.
- Androsace wardii W.W.Sm.
- Androsace wilsoniana Hand.-Mazz.
- Androsace wulfeniana (Sieber ex W.D.J.Koch) Rchb.
- Androsace yargongensis Petitm.
- Androsace zambalensis (Petitm.) Hand.-Mazz.
- Androsace zayulensis Hand.-Mazz.

Recenti studi molecolari indicano che i generi Douglasia (presente nell'estremità orientale della Siberia e nella parte occidentale del Nord America, Pomatosace (endemismo himalayano) e Vitaliana (endemismo europeo) appartengono alle Androsace.
Studi filogenetici hanno inoltre dimostrato che il progenitore dell'Androsace comparve 35 milioni di anni fa e si trattava probabilmente di una specie annuale. L'evoluzione verso l'attuale più densa morfologia che forma dei cuscini fioriti, ebbe luogo indipendentemente in Asia e in Europa.